# Protestantyzm w Boliwii

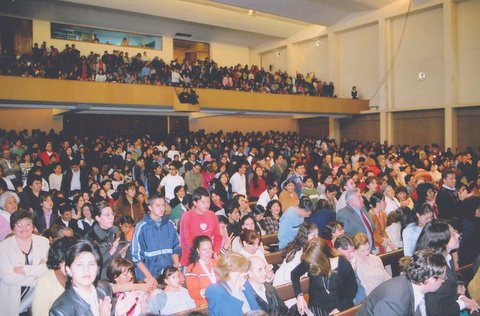
Kościół zielonoświątkowy w La Paz (2012)

Protestantyzm w Boliwii wyznaje 1,4 miliona osób co stanowi 13,7% społeczeństwa. Największe wyznania w obrębie protestantyzmu stanowią: ruch zielonoświątkowy (7,9%), inne wspólnoty ewangelikalne (ok. 3%) i adwentyści dnia siódmego (2,2%).

## Historia
- W 1895 roku (znacznie później niż w innych krajach Ameryki Łacińskiej) przybywają pierwsi misjonarze protestanccy – bracia plymuccy[2].
- W 1898 roku pracę misyjną rozpoczynają kanadyjscy baptyści, w 1901 – metodyści, a w 1907 – adwentyści dnia siódmego.
- W 1902 roku przybywa George Allan i rozpoczyna misję wśród Indian Keczua. W 1907 roku zakłada Bolivian Indian Mission (BIM).
- W 1920 roku przybywają pierwsi misjonarze zielonoświątkowi (szwedzka misja Swedish Free Mission). W 1929 roku przybywa amerykańska misja Kościoła Poczwórnej Ewangelii, w 1938 Kościół Ewangeliczno-Zielonoświątkowy (z Chile) i w 1946 pracę zaczynają amerykańskie Zbory Boże[3].
- W 1923 roku George Allan z pomocą Boliwijczyków tłumaczy i publikuje Nowy Testament na język keczua. W tym okresie zakłada również szkoły biblijne.
- W 1959 roku w wyniku połączenia się dwóch protestanckich misji powstaje Chrześcijańska Unia Ewangeliczna (UCE), która obecnie jest trzecim co do wielkości kościołem protestanckim w Boliwii[4].

## Statystyki
Największe Kościoły w Boliwii, w 2000 i 2010 roku, według Operation World:
| Kościół                                          | Liczba wiernych (2000) | Liczba wiernych (2010) | Procent ludności |
| ------------------------------------------------ | ---------------------- | ---------------------- | ---------------- |
| Kościół Adwentystów Dnia Siódmego                | 127 500                | 225 000                | 2,24%            |
| Zbory Boże w Boliwii                             | 114 476                | 193 000                | 1,92%            |
| Chrześcijańska Unia Ewangeliczna                 | 130 000                | 170 000                | 1,69%            |
| Boliwijskie Zbory Boże                           | 42 000                 | 80 000                 | 0,8%             |
| Unia Baptystyczna                                | 44 000                 | 55 000                 | 0,55%            |
| Kościół Boliwii                                  | 30 000                 | 48 000                 | 0,48%            |
| Narodowy Kościół Przyjaciół Ewangelicznych       | 27 000                 | 31 000                 | 0,31%            |
| Kościół Świętości                                | 18 000                 | 30 000                 | 0,3%             |
| Reformowany Kościół Boży                         | 18 400                 | 28 800                 | 0,29%            |
| Międzynarodowy Kościół Przyjaciół Ewangelicznych |                        | 27 200                 | 0,27%            |
| Bracia plymuccy                                  | 17 575                 | 25 345                 | 0,25%            |
| Boliwijska Misja Chrześcijańska                  |                        | 25 200                 | 0,25%            |
| Boliwijski Ewangeliczny Kościół Boży             | 23 400                 | 25 000                 | 0,25%            |
| Friends Holiness Mission                         | 30 060                 |                        |                  |
| Kościół Nazareński                               | 27 550                 |                        |                  |
| Kościół Ewangelicko-Metodystyczny                | 19 500                 |                        |                  |
| Kościół Ewangelicko-Luterański                   | 18 000                 |                        |                  |
| Ewangeliczny Kościół Zielonoświątkowy            | 17 000                 |                        |                  |
| National Evangelical Work                        | 12 000                 |                        |                  |

Według spisu Prolades do większych wyznań (niewymienionych przez Operation World) należą jeszcze: Zjednoczony Kościół Ewangeliczno-Zielonoświątkowy (37 559 członków), Misja Kościoła Boliwii (12 600 członków), Międzynarodowy Kościół Poczwórnej Ewangelii (12 275 członków) i Międzynarodowa Misja Ewangeliczna (11 000 członków).